# Raphael Semmes
Raphael Semmes (ur. 27 września 1809, zm. 30 sierpnia 1877) – oficer marynarki wojennej Stanów Zjednoczonych i Skonfederowanych Stanów Ameryki, kontradmirał.

## Życiorys
Semmes urodził się w hrabstwie Charles w stanie Maryland. Wstąpił do służby w amerykańskiej marynarce wojennej jako midszypmen w 1826. Studiował też w tym czasie prawo i został przyjęty do korporacji prawniczej. Awansując na stopnie oficerskie, podczas wojny z Meksykiem 1846–1848 dowodził brygiem USS „Somers”, pełniącym służbę w Zatoce Meksykańskiej, który następnie zatonął podczas sztormu koło Veracruz w grudniu 1846. Działania Semmesa podczas katastrofy zyskały mu uznanie. Po wojnie, osiedlił się w Mobile w Alabamie, gdzie praktykował prawo. W 1855 został awansowany do stopnia komandora porucznika, jednocześnie skierowany do służby w latarni morskiej.
Po wystąpieniu Alabamy z USA, w toku wydarzeń, które doprowadziły do domowej wojny secesyjnej, Semmes wystąpił ze służby w marynarce wojennej USA i w kwietniu 1861 został przyjęty do nowo tworzonej marynarki stanów skonfederowanych, w stopniu komandora porucznika. Został następnie wysłany do Nowego Orleanu w celu nadzoru nad przebudową statku handlowego „Havana” w okręt wojenny CSS „Sumter”, którego następnie objął dowództwo. Pierwszym głośnym wyczynem „Sumtera” było jego przedarcie się przez unijną blokadę morską z delty Missisipi 30 czerwca 1861. Następnie prowadził on działania rajderskie przeciw żegludze handlowej Unii na Morzu Karaibskim i północnym Atlantyku, zdobywając lub niszcząc 18 statków i przysparzając dotkliwe straty. Wobec potrzeby napraw, „Sumter” zawinął na początku 1862 do Gibraltaru, gdzie jednak został w kwietniu 1862 porzucony, na skutek blokady portu przez okręty Unii.
Semmes, awansowany w międzyczasie do stopnia komandora, objął w lipcu 1862 dowództwo nowo zbudowanego w Wielkiej Brytanii okrętu CSS „Alabama”. Pod jego dowództwem, okazał się on najskuteczniejszym okrętem spośród konfederackich rajderów, nazywanych krążownikami. „Alabama” od października 1862 działała na Atlantyku i Morzu Karaibskim, a także Oceanie Indyjskim. Pomimo licznych prób, okręty Unii nie mogły przechwycić rajdera, a 11 stycznia 1863 „Alabama” zatopiła w pojedynku artyleryjskim kanonierkę Unii USS „Hatteras” pod portem Galveston w Teksasie. Podczas działalności jako rajder, „Alabama” zatopiła 66 statków, wartych ówczesne 6,5 miliona USD. Z powodu konieczności remontu po dwuletnim pływaniu, 11 czerwca 1864 „Alabama” zawinęła do Cherbourga we Francji, gdzie kapitan Semmes poprosił o możliwość dokowania i napraw. Z powodu odmowy Francuzów, 19 czerwca 1864 „Alabama” została przechwycona przez slup Unii USS „Kearsarge” i doszło do pojedynku obu okrętów. Po około godzinie walki, „Alabama” otrzymała więcej trafień, została opuszczona przez załogę i zatonęła. Ranny komandor Semmes i część rozbitków zostali podjęci przez brytyjski jacht „Deerhound”, przez co uniknęli niewoli.
Po leczeniu w Anglii, Semmes przedarł się do Konfederacji, gdzie w lutym 1865 otrzymał nominację na stopień kontradmirała. Podczas ostatnich miesięcy wojny dowodził eskadrą rzeki James. Pod koniec wojny, razem z marynarzami służył w obronie lądowej, otrzymując stopień generała brygadiera Armii Stanów Skonfederowanych.
Po wojnie, zajmował się m.in. karierą prawniczą. Napisał i opublikował w 1869 książkę Memoirs of Service Afloat During The War Between the States (Wspomnienia ze służby na wodzie podczas Wojny między Stanami), będącą żarliwą obroną sprawy Konfederacji. Obecnie Raphael Semmes jest jedną z postaci galerii sław stanu Alabama (Alabama Hall of Fame).